# Heroes of Might and Magic
Heroes of Might and Magic (Héroes de magia y poder) es una saga de videojuegos que se desarrolla en el mismo universo ficticio de espadas, dragones y fantasía medieval que la saga Might and Magic. Sin embargo, mientras que Might and Magic es una serie de videojuegos de rol en primera persona, Héroes son videojuegos de rol táctico por turno.
El jugador controla un ejército compuesto por héroes y una gran variedad de criaturas que tiene que vencer a los demás ejércitos que luchan por el control del escenario, o bien ha de cumplir otra condición de victoria especificada en el propio escenario. Los héroes guardan cierta similitud con los personajes jugadores de un juego de rol en el sentido de que pueden llevar armas y equipo que mejoren sus habilidades y ganan puntos de experiencia al ganar un combate, lo que le sirve también para mejorar sus habilidades. Además, los héroes pueden aprender una variedad de disciplinas mágicas, de combate o de otra índole. Tanto héroes como criaturas se reclutan en los castillos, donde también se recaudan impuestos.
Esta saga ha sido creada por New World Computing, perteneciente a 3DO. Tras su quiebra los derechos pasaron a Ubisoft en 2003.
Es conocida por las siglas HoMM. Es una serie que se considera sucesora del King's Bounty de 1990.

## Heroes of Might and Magic
Primero de la saga. A destacar que en 2000 se lanzó una edición para Game Boy Color.
También se lanzó una edición en 2001 para PlayStation 2, denominada Quest for the drágon bone staff. Ambos son similares al juego original pero no son una adaptación exacta del mismo.

## Heroes of Might and Magic II
Último de la saga en aparecer para MS-DOS, aun así en español, sigue la línea de juego de su predecesor. Con gráficos coloridos, la inclusión de una banda de sonido operística y una jugabilidad que supera a la de la primera parte, HOMM2 catapultó a la serie a la fama definitiva. 
Entre sus principales innovaciones se cuenta la existencia de escenarios alternativos en las campañas: Una vez finalizado un escenario, el jugador puede elegir entre una o dos alternativas en la línea argumental. La decisión tomada implicaba distintos escenarios y distintas tareas. Incluso existían finales alternativos. De esta manera se aportaba un cierto aliciente en volver a jugar las campañas.
Otra innovación importante es la posibilidad de mejorar las estructuras de los diferentes castillos, lo que permite reclutar versiones mejoradas de las criaturas que se trenzarán en lucha en los distintos mapas.
El juego original ofrecía dos campañas que describían los mismos sucesos desde el punto de vista de las dos facciones antagónicas. También se comercializó una expansión del juego, "El precio de la lealtad", con nuevas campañas:
- El precio de la lealtad: someter a los señores locales con el propósito de obtener los recursos necesarios para expandir el imperio.
- Vuelta a casa: peripecias del héroe Gallavant para regresar a su hogar.
- La isla del mago: derrotar a los magos de las islas.
- Descendencia: el héroe Jarkonas debe unificar todas las tribus.

- Hechicera
  - Duende
  - Enano/Enano de combate
  - Elfo/Gran elfo
  - Druida/Gran druida
  - Unicornio
  - Fénix

- Caballero 
  - Campesino
  - Arquero/Ranger
  - Picador/Picador veterano
  - Espadachín/Maestro espadachín
  - Caballería/Campeón
  - Paladín/Cruzado

- Bárbaro 
  - Trasgo
  - Orco/Jefe orco
  - Lobo
  - Ogro/Señor de los ogros
  - Troll/Troll de guerra
  - Cíclope

- Nigromante 
  - Esqueleto
  - Zombi/Zombi mutante
  - Momia/Momia real
  - Vampiro/Señor de los vampiros
  - Lich/power Lich
  - Dragón de hueso

- Warlock 
  - Centauro
  - Gárgola
  - Grifo
  - Minotauro/Rey de los minotauros
  - Hidra
  - Dragón verde/Dragón rojo/Dragón negro

- Mago 
  - Halfling
  - Jabalí
  - Golem de hierro/Golem de acero
  - Roc
  - Mago/ Archimago
  - Gigante/ Titán

## Heroes of Might and Magic III
Considerado uno de los mejores de la saga, si no el mejor. Primero en funcionar para Windows, además de ser el único con edición nativa para Linux que vendía la empresa Loki Software, compañía ya desaparecida. También se comercializó una edición para Macintosh ya en 2001. Con un notable lavado de cara pasando de una estética de caricaturas o cómic del segundo juego, ahora, con la paleta de colores más grande, la estética pasa a un toque mucho más realista. Además, ofrece nuevas unidades para dominar y añade un nuevo reto que es el mapa que consiste en buscar el Santo Grial cavando en el mapa en la zona señalada por un mapa dividido en fragmentos que hay que reunir. Estos fragmentos se encuentran repartidos en obeliscos que hay por todo el mapa. También cabe destacar que, además de la zona exterior con sus bosques y montañas, incorpora una zona de cavernas, consiguiendo un mapa el doble de extenso.
Relación de ciudades y criaturas (criatura inicial/criatura mejorada):
- Murallas
  - Centauro/Capitán Centauro
  - Enano/Enano de combate
  - Elfo del Bosque/Gran Elfo
  - Pegaso/Pegaso Plateado
  - Guardia Dendroide/Soldado Dendroide
  - Unicornio/Unicornio de Guerra
  - Dragón Verde/Dragón Dorado

- Castillo
  - Piquero/Alabardero
  - Arquero/Tirador
  - Grifo/Grifo Real
  - Espadachín/Cruzado
  - Monje/Fanático
  - Caballero/Campeón
  - Ángel/Arcángel

- Bastión
  - Goblin/Hobgoblin
  - Jinete Lupino/Incursor Lupino
  - Orco/Jefe Orco
  - Ogro/Mago Ogro
  - Roc/Ave Trueno
  - Cíclope/Cíclope Rey
  - Behemoth/Antiguo Behemoth

- Necrópolis
  - Esqueleto/Guerrero Esqueleto
  - Muerto Viviente/Zombi
  - Aparición/Espectro
  - Vampiro/Maestro Vampiro
  - Cadáver/Semicadáver
  - Caballero Negro/Caballero del Terror
  - Dragón de Hueso/Dragón Fantasma

- Fortaleza
  - Gnoll/Saqueador Gnoll
  - Hombre lagarto/Guerrero lagarto
  - Libélula Menor/Libélula
  - Basilisco/Basilisco Mayor
  - Gorgona/Gran Gorgona
  - Wyvern/Monarca Wyvern
  - Hidra/Hidra del Caos

- Mazmorras
  - Troglodita/Troglodita Infernal
  - Arpía/Vieja Arpía
  - Contemplador/Ojo Maléfico
  - Medusa/Reina Medusa
  - Minotauro/Minotauro Rey
  - Mantícora/Escorpícora
  - Dragón Rojo/Dragón Negro

- Infierno
  - Imp/Familiar
  - Gog/Magog
  - Sabueso Infernal/Cerbero
  - Demonio/Demonio Astado
  - Diablillo del Abismo/Señor del Abismo
  - Efrit/Sultán Efrit
  - Diablo/Archidiablo

- Torre
  - Gremlin/Maestro Gremlin
  - Gárgola de Piedra/Gárgola de Obsidiana
  - Golem de Piedra/Golem de Hierro
  - Mago/Archimago
  - Genio/Genio Maestro
  - Naga/Naga Reina
  - Gigante/Titán

También existen dos expansiones para este juego:
- Armageddon's blade: seis campañas y 38 nuevos escenarios.
- The shadow of death: siete campañas y otros 38 nuevos escenarios.

En Paralelo al Heroes III se lanzó una saga llamada Heroes Chronicles, que cuenta la Historia de redención del Héroe inmortal Tarnum el modo de juego es exactamente igual al del Heroes III, pero son solo campañas.
Éste es un resumen de sus juegos:

### Heroes Chronicles: Warlord of The Wasteland
Narra el comienzo de Tarnum, que como un joven bárbaro, se revela ante el reino de los hechiceros de Bracadum y los derrota, quedando el como rey y tirano. Sin embargo, pronto fue derrotado y muerto por el fundador del reino de Erathia. Por los crímenes que cometió a los ancestros niegan a Tarnum la entrada al paraíso y lo condenan a ser un inmortal en la tierra hasta que purgue sus crímenes.
El más inteligente y fuerte de esta tierra se le llama "heroe", por lo tanto surgió la denominación héroes

### Heroes Chronicles: Conquest of the Underworld
En su primera tarea como inmortal, Tarnum debe rescatar del inframundo el alma de quien lo mato, el rey Griffonheart-

### Heroes Chronicles: Master of The Elements
Tarnum debe asumir el rol de lo que más odia, un hechicero, y así poder detener a los señores de los elementos de su plan de destruir el mundo. Este juego incorpora un nuevo tipo de Villa: El conflujo.
Las nuevas criaturas pertenecientes a esta facción son los:
- - Duendecillos/Hadas
  - Elementales de Aire/Elementales de las Tormentas
  - Elementales de Agua/Elementales de Hielo
  - Elementales de Fuego/Elementales de Energía
  - Elementales de Tierra/Elementales de Magma
  - Elementales Psíquicos/Elementales Mágicos
  - Aves de Fuego/Fénix

### Heroes Chronicles: Clash Of the Dragons
Tarnum lucha del lado de los Elfos para detener los planes de conquistar el Mundo de la Reina de los Dragones malvados, Mutare Drake

### Heroes Chronicles: The Final Chapters.
Este juego contiene dos aventuras:
Revolt of the Masterbeast
Los Antepasados ordenan a Tarnum a ayudar a los habitantes de los pantanos a liberarse de la esclavitud a la que fueron sometidos desde que él fue Rey.
The Sword of the Frost
Es la continuación de la expansión del Heroes III: "The Armageddon's Blade"
Tarnum debe evitar que el Elfo Gelu, que posee el Filo del armagedon, encuentre la espada de la escarcha y desate una profecía apocalíptica. Este juego es la puerta del Heroes IV.
Sin Embargo no es sino hasta el Héroes IV que tarnum no logra ganarse el favor de sus Antepasados.

## Heroes of Might and Magic III 1/2
Tras el desarrollo de la expansión Shadow of Death, un aficionado (Slava Salnikov) desarrolló un pack de expansión no oficial llamado The Wake of the Gods (WoG). Dicho pack se basa en un nuevo script que permite personalizar más aún el juego, además de introducir nuevas criaturas, artefactos y mapas.
Se trata de un pack gratuito que puede obtenerse de su página oficial y que necesita la expansión SoD para funcionar.

## Heroes of Might and Magic IV
La cuarta entrega cierra la línea argumental de sus predecesores y crea un mundo completamente nuevo, con nuevas reglas en lo que hace a las escuelas de magia. Es también el primero en apartarse de la mecánica tradicional de la serie en tres puntos fundamentales:
1. las criaturas ya no siguen a los héroes ciegamente: ahora pueden recorrer el mapa en grupo o en forma individual, sin ser comandadas por nadie. Esto facilita el patrullaje y la protección de los recursos (las minas) y también el traslado de tropas;
2. el héroe participa en las batallas como una criatura más. Si pierdes al héroe, las criaturas que tenía a sus órdenes se desperdigan por el mapa pero siguen en tu posesión;
3. ya no se pueden crear todas las estructuras generadoras de criaturas en cada castillo, sino que hay que optar por una "ruta" de construcción específica que anula las demás (en forma similar al juego Disciples).

El lanzamiento inicial se vio afectado por varios problemas que evidenciaban los síntomas de un producto lanzado al mercado demasiado pronto: bugs, problemas de equilibrio entre las distintas facciones, problemas técnicos de memoria y audio. Indudablemente, sin embargo, el peor obstáculo para los fanes de la serie lo presentó la Inteligencia Artificial (IA), que demostraba ser incapaz de entender las reglas del juego y de enfrentar al jugador sin múltiples "ayudas" de parte de los diseñadores de mapas (asignación de recursos y criaturas extra, portales que conducían directamente a las cercanías de los castillos del jugador humano, etc.). Por todo esto, HOMM IV sigue siendo hasta hoy la entrega más controvertida de la serie. 
Único de la saga disponible para Mac desde su lanzamiento.
Este juego vio dos expansiones:
- Winds of war. Seis campañas y veinticinco nuevos escenarios.
- The Gathering storm. Seis campañas y treinta nuevos escenarios.

### Curiosidades
- La banda sonora de esta entrega ha llevado a muchos fanes a intentar conseguir el mismo CD de la BSO, de hecho se puede ver por algunas web el mismo CD BSO para comprar inclusive. La música realizada en formato mp3 guarda la información sobre los estudios donde se realizaron.
- Black and white 2, de Lionheart Studios, cuenta con la misma banda sonora pero cantada en algunas partes (quest del barril).

## Heroes of Might and Magic V
Vio la luz a mediados del 2006 de mano de Ubisoft (las entregas anteriores pertenecían a 3DO).
Esta edición tiene bastantes diferencias con las versiones anteriores. Lo que más llama la atención es que está hecho totalmente en 3D y permite un control total de la cámara, pudiendo cambiar el ángulo de visión, acercándonos y alejándonos de los detalles del mapa de aventura al igual que durante las batallas...
Además en el combate por turnos, se pasa de la típica rejilla o tablero de juego hexagonal a una rejilla o tablero cuadrado.
En cuanto a jugabilidad, se vuelve a una versión más parecida a la tercera parte de la saga, en la que el héroe no es un miembro activo del combate pero participa en él con hechizos, habilidades especiales o atacando a cualquier unidad del ejército enemigo. Además, se añade una barra en los combates que indica el orden en el que actúa cada criatura, tanto amiga como enemiga.
En los castillos se vuelve a las mejoras de los edificios que producen no sólo mejoras en las criaturas sino también les otorga habilidades diferentes por lo que una vez hecha la mejora se permite comprar criaturas mejoradas o sin mejorar. Un ejemplo de esto son los esqueletos, armados con hacha y escudo y cuya mejora los convierte en arqueros.
Ya no se permite que las criaturas viajen solas por el escenario sin un héroe a su mando, lo mismo que no se permite que un héroe vaya sin ejército. Pero para mejorar la labor de tener que acudir regularmente al castillo para reclutar nuevas criaturas. Los héroes que aprendan algún tipo de magia, y por tanto tengan acceso al tercer círculo de hechizos, aprenden un hechizo de nivel 3 (se necesita una cofradía de magos de nivel 3 y un héroe de nivel 10 para ser aprendido) por el que pueden convocar las criaturas del castillo más cercano desde cualquier parte del mapa a cambio de mana a precio 1:1 (17 unidades convocadas,17 puntos de mana gastados,por ejemplo).
Respecto a la historia, esta comienza con la boda del rey Nicolai con la doncella Isabel, pero la ceremonia se ve interrumpida por un Archidiablo. El rey manda a Isabel al palacio de verano para mantenerla a salvo mientras él se dirige a la guerra. Sin embargo Isabel, cansada de esperar decide ayudar a su prometido en la guerra buscando la ayuda de los Elfos Silvanos y los Magos para auxiliar al Imperio Grifo. A partir de aquí tienen lugar 6 campañas en la que se llevara a las diferentes razas de este universo. Cada raza adora un dios-dragon. Los humanos del Imperio Grifo adoran a Elrath el dios-dragon elemental de la luz; los Elfos Silvanos de Irolán adoran a Sylanna el dios-dragon elemental de la tierra; los Demonios de Sheog a Urgash el dios-dragon primordial del caos; los Elfos Oscuros de Igchal a Malassa la diosa-dragona elemental de la oscuridad; los No-Muertos de Heresh adoran a Asha (la Diosa Araña), el dios-dragon primordial del orden y los Magos de las Ciudades de Plata no adoran a ningún dios, pues creen que hasta ellos pueden llegar a ser dioses con magia y conocimiento.
Todo esto tiene lugar en la tierra mágica de Ashán que ha estado inmersa en guerras entre las diversas facciones y naciones, el Imperio Grifo (Humanos), Sheog (Demonios), Irolán (Elfos SIlvanos), Igchal (Elfos Oscuros), las Cámaras de Piedra (Enanos) y los Orcos de Ranaar (las dos últimas razas no aparecen en este juego, solo en las extensiones).
Además, todas y cada una de estas facciones tienen un terreno nativo en el que se suelen encontrar sus ciudades. Son los siguientes: los Humanos y los Elfos Silvanos en la hierba, los Dmonios en el infierno, los No-Muertos en bosques oscuros y pantanos, los Elfos Oscuros en el subterráneo y los Magos en la arena.
Aparte, cada raza tiene un tipo de héroe diferente: los héroes Humanos son los Cruzados; los héroes Demoniacos son los Señores Demoniacos; los héroes No-Muertos, los Nigromantes; los de los Elfos Silvanos los Montaraces; los héroes Élficos Oscuros son los Brujos y los de los Magos los Hechiceros.
Las nuevas criaturas de este nuevo Héroes, creado por Ubi Soft, son:
- SANTUARIO
  - Campesinos/Reclutas
  - Arqueros/Ballesteros
  - Lacayos/Escuderos
  - Guerreros Grifo/Grifos Imperiales
  - Monjes/Inquisidores
  - Caballeros/Paladines
  - Ángeles/Arcangeles

- INFIERNO
  - Diablillos/Familiares
  - Demonios Astados/Vigilantes Astados
  - Sabuesos Infernales/Cerberos
  - Sucubos/Sucubos Ardientes
  - Corceles Infernales/Pesadillas
  - Demonios del Abismo/Señores del Abismo
  - Diablos/Archidiablos

- NECROPOLIS
  - Esqueletos/Esqueletos Arqueros
  - Zombis/Zombis Apestados
  - Fantasmas/Espectros
  - Vampiros/Maestros Vampiro
  - Liches/Archiliches
  - Apariciones/Segadores De Almas
  - Dragones De Hueso/Dragones Espectrales

- SILVANOS
  - Ninfas/Dríadas
  - Espadas Danzantes/Guerreros Danzantes
  - Cazadores/Maestros Cazadores
  - Druidas/Druidas Venerables
  - Unicornios/Unicornios Plateados
  - Arbores/Arbores Centenarios
  - Dragones Verdes/Dragones Esmeralda

- MAZMORRA
  - Exploradores/Asesinos
  - Doncellas Sangrientas/Furias Sangrientas
  - Minotauros/Guardianes Minotauro
  - Incursores Oscuros/Incursores Tenebrosos
  - Hidras/Hidras Abisales
  - Brujas Sombrías/Matriarcas Sombrías
  - Dragones Sombríos/Dragones Negros

- ACADEMIA
  - Gremlins/Maestros Gremlin
  - Gárgolas De Piedra/Gargolas De Obsidiana
  - Golems De Hierro/Golems De Acero
  - Magos/Archimagos
  - Djinns/Sultanes Djinns
  - Rani Rakshasas/Raja Rakshasas
  - Colosos/Titanes

Hay más criaturas pero no son de ninguna facción (neutrales) como por ejemplo los Elementales de Fuego, de Aire, de Agua y de Tierra, los Caballeros Malditos y los Fénix.
- Sitio Web del desarrollador
- Gamespot Archivado el 29 de septiembre de 2007 en Wayback Machine. (incluye capturas de pantalla)

## Heroes of Might and Magic V: Hammers of Fate
Heroes of Might and Magic V: Hammers of Fate es la primera extensión del Heroes of Might and Magic V. Ubisoft la lanzó en España el 22 de noviembre de 2006. 1

### Novedades
- Una nueva facción: Fortaleza (Enanos)
- El nuevo tipo de héroe que ofrece esta facción es el Mago de las Runas
- 3 nuevas campañas continuando la historia del original
- 4 nuevos escenarios
- 5 mapas multijugador
- Nuevos tipos de terreno: la nieve y el subterráneo enano
- Generador aleatorio de mapas
- Nuevos edificios
- Nuevos hechizos
- Nuevos artefactos

- Los nuevos monstruos de la nueva facción FORTALEZA son:
  - Defensores/Guardias con Escudos
  - Porteadores de lanzas/Escaramuzadores
  - Jinetes de Osos/Jinetes de Osos Negros
  - Luchadores/Berserkers
  - Monjes de las Runas/Patriarcas de las Runas
  - Thanes/Señores de las Tormentas
  - Dragones de Fuego/Dragones de Magma

se añadirán otras tres criaturas neutrales: los Lobos, las Momias y las Mantícoras.
Aparte, se añadirán nuevas criaturas neutrales que parecen ser las nuevas fuerzas del Imperio Grifo. Son semejantes a las mejoras de las tropas de la facción Santuario pero con atuendos rojos en honor a los Demonios, a los que su supuesta reina sirve sin que lo sepan. Aunque al principio del juego pueden unirse a ti para que las manejes no pueden contratarse en ningún edificio ni ciudad. Estas criaturas son los:
- - Forzadores
  - Saeteros
  - Justicieros
  - Grifos de Batalla
  - Celotas
  - Campeones
  - Ángeles Caídos

En el modo multijugador se encuentran las siguientes criaturas en modo neutral:- los Lobos, las Momias y las Mantícoras.
Estas, solo las podrás controlar en caso de que quieran unirse a ti

## Heroes of Might and Magic V: Tribes of the East
Heroes of Might and Magic V: Tribes of the East es la segunda expansión del Heroes of Might and Magic V. Ubisoft 11 de octubre de 2007. 2

### Novedades
- Una nueva facción: Bastión (Orcos)
- 3 nuevas campañas continuando la historia del original
- 5 nuevos escenarios
- 11 nuevos mapas multijugador
- Nuevo tipo de terreno: la tundra
- Mejoras alternativas para todas las unidades no neutrales existentes en el juego
- Mejoras en el generador aleatorio de mapas
- Nueva página de estadísticas de imperio
- Información de nivel de amenaza de enemigos
- Equipos de artefactos
- Posibilidad de enfrentarse a ejércitos neutrales de unidades variadas
- Nuevos edificios
- Nuevos hechizos
- Nuevos artefactos

- Los nuevos monstruos de BASTIÓN son:
  - Goblin/Trampero Goblin/Curandero Goblin
  - Centauro/Centauro Nómada/Incursor Centauro
  - Guerrero/Despedazador/Militar
  - Chamán/Hija del Cielo/Hija de la Tierra
  - Exterminador/Ejecutor/Caudillo
  - Wyvern/Wyvern Inmundo/Paokai
  - Cíclope/Cíclope Salvaje/Cíclope del Ojo Sangriento

Además de las nuevas mejoras de cada facción (las de Santuario son los humanos con armaduras rojas del HoF):
- SANTUARIO
  - Bruto (antes Forzador)
  - Saetero
  - Justiciero
  - Grifo Enfurecido (antes Grifo de Batalla)
  - Celota
  - Campeón
  - Serafín (antes Ángel Caído)

- INFIERNO
  - Alimaña
  - Gruñidor Astado
  - Mastín de Fuego
  - Súcubo Seductora
  - Garañón Infernal
  - Engendro del Abismo
  - Archidemonio

- NECROPOLIS
  - Guerrero Esqueleto
  - Zombi Pútrido
  - Poltergeist
  - Príncipe Vampiro
  - Maestro Liche
  - Banshee
  - Dragón Fantasmal

- SILVANOS
  - Sílfide
  - Danzante del Viento
  - Arquero Arcano
  - Alto Druida
  - Unicornio Inmaculado
  - Arbor Salvaje
  - Dragón de Cristal

- MAZMORRA
  - Acechador
  - Hermana Sangrienta
  - Capataz Minotauro
  - Incursor Enérgico
  - Hidra Inmunda
  - Señora Sombría
  - Dragón Rojo

- ACADEMIA
  - Saboteador Gremlin
  - Gárgola Elemental
  - Gólem Magnético
  - Mago de Combate
  - Visir Djinn
  - Kshatra Rakshasa
  - Titán de las Tormentas

- FORTALEZA
  - Guardia de la Montaña
  - Arponero
  - Jinete de Osos Blancos
  - Combatiente Furioso
  - Guardia de las Runas
  - Thane del Trueno (los Señores de las Tormentas son ahora Señores de las Llamas)
  - Dragón de Lava

## Might and Magic: Heroes VI
La sexta edición de Heroes of Might&Magic, esta vez a cargo de Black Hole Games distribuida aún por Ubisoft: el trece de octubre de 2011 llegó cargada de nuevas criaturas y campañas únicas para cada facción con un sistema de juego diferente a su antecesor, con muchas innovaciones sobre todo a nivel multijugador,como las dinastías,los logros o la incorporación de diversos accesorios in-game como por ejemplo el programa Skype y con un mejorado nivel visual, con gráficos de última generación.
Se podrá comprar la edición coleccionista, que incluirá una campaña nueva, un anillo, un libro con más de 400 páginas, una camiseta y tres heroes completamente exclusivos con habilidades únicas y dos armas dinásticas,armas exclusivas de X héroes dentro de una dinastía con estadísticas únicas.
Durante el verano ha habido 2 betas para probar el juego,la primera,ya pasada ofrecía 2 mapas multijugador y 2 mapas de campaña,y la segunda edición de la beta, con muchas mejoras,como las dinastías,más mapas y un modo hotseat,empezó el pasado 16 de agosto en España,aunque para jugar se requiere un código que bien por sorteo o por pre-comprar el juego.
La entrega que se realizó el citado 11 de octubre, llegó cargada de bugs que afectaban tanto a la parte técnica como a la parte jugable. Actualmente para subsanarlos se ha sacado un parche que actualiza a la versión 1.1 pero que aun así no cubre ni de lejos todos los errores. Un o de los bugs más destacables que falta por mejorar, es que la habilidad del grifo "evolucionado" de atacar desde el cielo planeando no inflige daño alguno, esto convierte en esta unidad es poco útil, a no ser que la dejes en su apariencia primitiva. 
Dejando a un lado que el juego está sin terminar, estamos ante un producto que está de sobra a la altura de sus predecesores, aunque la siguiente entrega está pidiendo una revolución real, y no un "update" con pequeños cambios y nuevas campañas.
Might & Magic Heroes VI tendrá lugar en el 564 ASD*, apenas 400 años antes de los sucesos de Might & Magic Heroes V, en la época del segundo Eclipse de la Luna Sangrienta y la Ascensión de Kha Beleth, el Demonio Soberano.
Un legendario General Arcángel, asesinado en la guerra de las razas antiguas, ha sido resucitado. Al amparo de los preparativos de la inminente invasión demoníaca, planea recuperar sus poderes y tomar el control de Ashán mientras erradica a sus antiguos enemigos. Sin embargo, subestima el poder de la demasiado humana dinastía Grifo...
Heroes VI cuenta la historia de la dinastía Grifo, cuando aún eran duques del Sacro Imperio y aún no se sentaban en el trono del Imperio (como en Heroes 5 y Clash of Heroes). El Ducado del Grifo está al este del Imperio, una región que correspondería a las países eslavos del mundo real.
En el origen de la dinastía, el Duque Grifo Pavel* era un fanático siervo de la Luz y un lugarteniente de confianza del Emperador Halcón. Encontró la muerte defendiendo su ducado de una hueste de Demonios invocada con la última voluntad de un enemigo desesperado. La heroica resistencia de Pavel aseguró la supervivencia de su hijo, Slava, que tan solo era un niño en esa época.
Might and magic 6
La hermana de Pavel, Sveltana*, que había abandonado su país natal para convertirse en una prometedora Nigromante en las Siete Ciudades, tuvo que regresar para actuar como regente de Slava y educarle en las costumbres de los Grifo.
Han pasado quince años y una guerra. El duque Slava del Grifo es ahora el padre de cinco prometedores hijos. Ellos son los principales héroes de la campaña de Heroes 6, y llevarán diferentes facciones al combate